# Faïence de Quimper
 (octobre 2015).

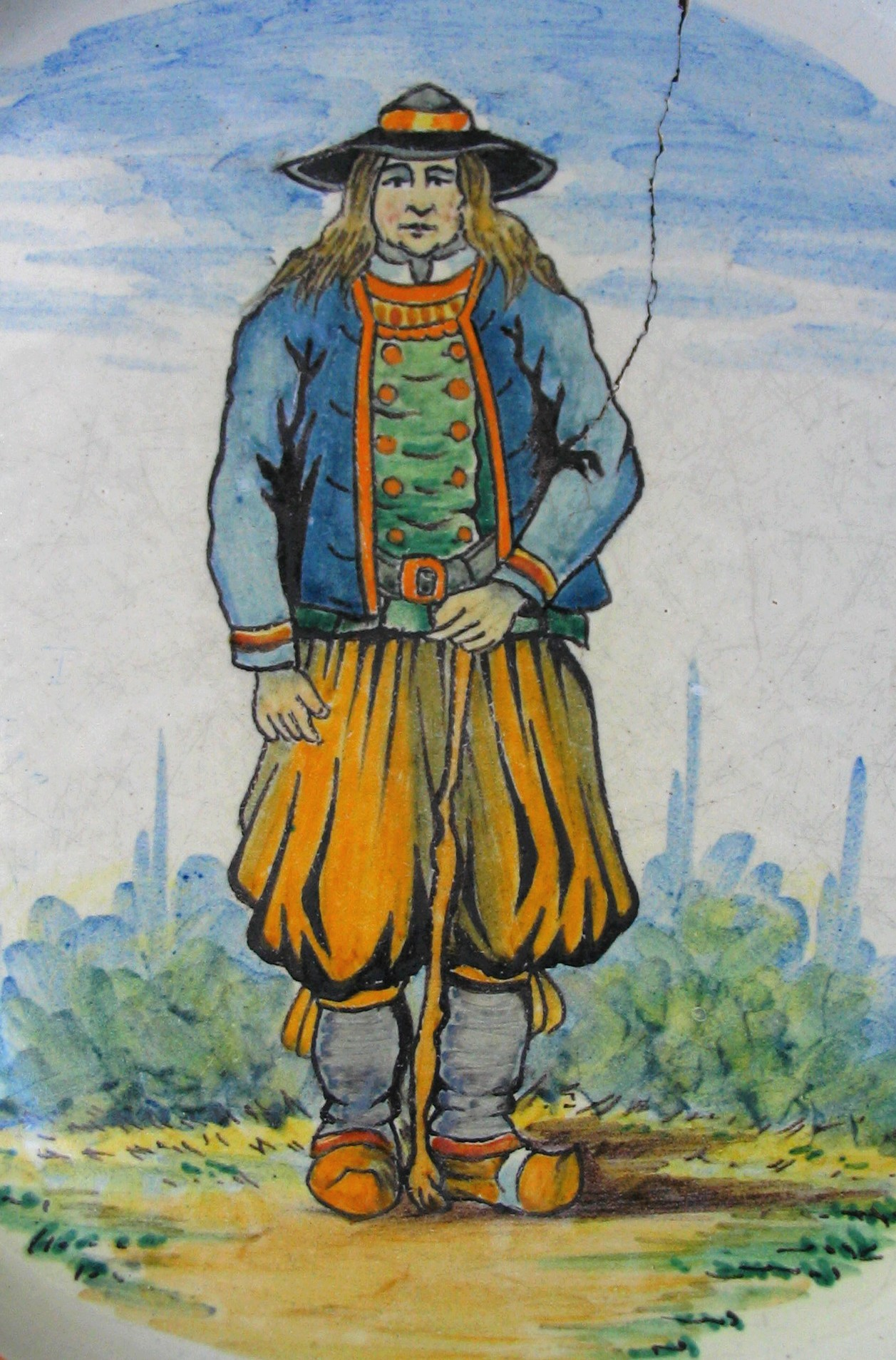
Détail d'une faïence signée Henriot, vers 1910. Le décor au « Petit Breton », créé vers 1860, deviendra emblématique de la faïence de Quimper et donnera lieu à de multiples imitations.

La faïence de Quimper est produite depuis 1708 dans le quartier faïencier historique de Locmaria, près du centre-ville de Quimper. Sa production s'est développée en faisant venir l'argile de Bordeaux et Rouen, bénéficiant de la présence de deux cours d'eau, l'Odet et le Steir et des forêts environnantes pour le combustible.
L'important développement de la faïence de Quimper au XVIIIe siècle puis au XIXe siècle entraînera au XXe siècle une concurrence acharnée des deux manufactures locales qui s'exprimera autant dans la créativité des décors, via plus de 250 artistes recensés, que sur les bancs des tribunaux.

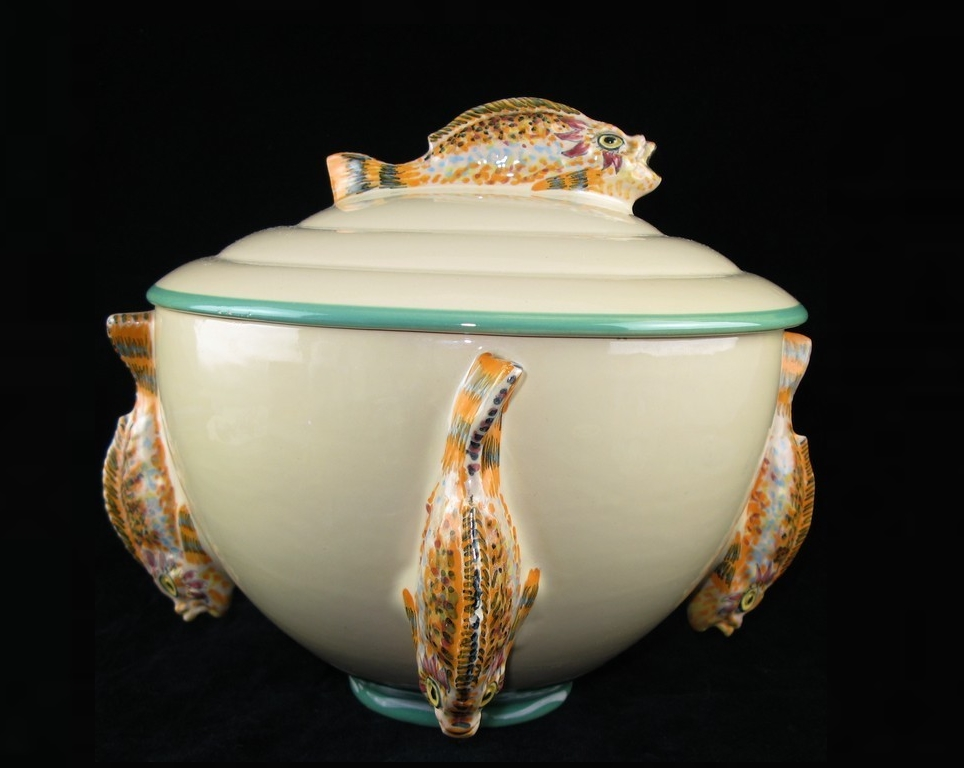
Étienne Laget, Soupière Henriot (début XXe siècle), Manufacture Henriot Quimper.

## Historique

### Les premiers faïenciers de Locmaria

#### Famille Bousquet-La Hubaudière
Jean-Baptiste Bousquet, originaire du village de Saint-Zacharie en Provence, arrive  en 1699 à Locmaria, depuis 1791 quartier de Quimper, pour y faire profession de « terrailler ».
Potier et maître pipier (fabricant de pipes en terre), il utilise sans doute le four banal du couvent des Bénédictines.
Son fils Pierre Bousquet (1673-1749), maître faïencier patenté de Marseille, effectue certainement[réf. nécessaire] quelques séjours préparatoires chez son père qui lui vante les avantages de Quimper[réf. nécessaire] : de l'eau, des bois, des cours d'eau pour l'approvisionnement et l'écoulement des marchandises; des taxes modérées, une main d'œuvre bon marché et pas de concurrence dans l'Ouest. En 1708, Pierre achète une maison et bâtit un four, créant ainsi la première faïencerie de Quimper. Il fabrique de la vaisselle de faïence, des plats et assiettes, et surtout des pièces de forme, vierges, grottes de religion, tonnelets, cruches, pots à eau, tasses et autres récipients.
Le second fils de Jean-Baptiste, Charles, né à Saint-Zacharie en 1690, poursuit la production des pipes en terre après la mort de son père.
Pierre Bousquet a deux filles de son épouse Isabeau Hélette (1674-1753) : 
- Marie-Elisabeth : épouse de Pierre Bérardier[2], elle est la mère de Denis Bérardier (1735-1794), principal du collège Louis-le-Grand, député à l'Assemblée nationale constituante et protégé pendant la Terreur par ses anciens élèves Camille Desmoulins et Maximilien de Robespierre (Denis Bérardier a d'ailleurs été élevé par Pierre Bousquet) ;
- Marie-Jeanne, qui épouse le faïencier Pierre Bellevaux.

Pierre Bellevaux, né dans le Nivernais, se forme à la faïence à Rouen avec son oncle Edmée Serrurier. Il devient peintre, puis marchand faïencier circulant entre la Bretagne et Paris. En 1731, il épouse la fille de Pierre Bousquet et devient directeur de la faïencerie, apportant les techniques des faïences de Rouen. Il meurt en 1743, laissant une fille aussi appelée Marie-Jeanne.
Pierre Clément Caussy, né le 22 novembre 1724 à Rouen et mort en juillet 1782 à Quimper, épouse en 1749 Marie-Jeanne Bellevaux, et poursuit l'entreprise à Quimper. En 1770, il emploie 80 salariés. À sa mort, il laisse l'entreprise à sa fille Marie-Elisabeth, épouse d'Antoine de la Hubaudière (1744-1794), ingénieur des Ponts et Chaussées.
Antoine de la Hubaudière (1744-1794) : il laisse d'abord son épouse Marie-Elisabeth Caussy et son beau-père diriger la manufacture, puis abandonne son ancien métier pour venir épauler son épouse.

#### Autres
François Eloury, ancien ouvrier tourneur de Caussy, crée une poterie à proximité en 1778, produisant du grès et des pipes. Son frère, André, s'y essaye aussi mais avec moins de succès.
Le fils de François, Guillaume Eloury, commence une production de faïence blanche et mi-brune, comme la mode commence à s'en répandre. Il semble avoir employé un peintre vers 1801, preuve que la faïence artistique arrive souvent après la poterie, le grès et la faïence utilitaire qui font tourner les fours et assurent le gros de la production.[réf. nécessaire]
Guillaume Dumaine, potier en grès originaire de Ger (actuel département de la Manche), lui aussi ancien ouvrier de Caussy et de La Hubaudière, après avoir fait faillite à Quimperlé en 1783, installe un atelier de poterie de grès à Locmaria en 1791, employant de façon saisonnière un à deux ouvriers de sa famille normande .
Au début du XIXe siècle, il n'y a donc qu'une seule grande manufacture de faïence à Locmaria : la Grande Maison De la Hubaudière, et une naissante, la maison Eloury.

### Le siècle de l'expansion

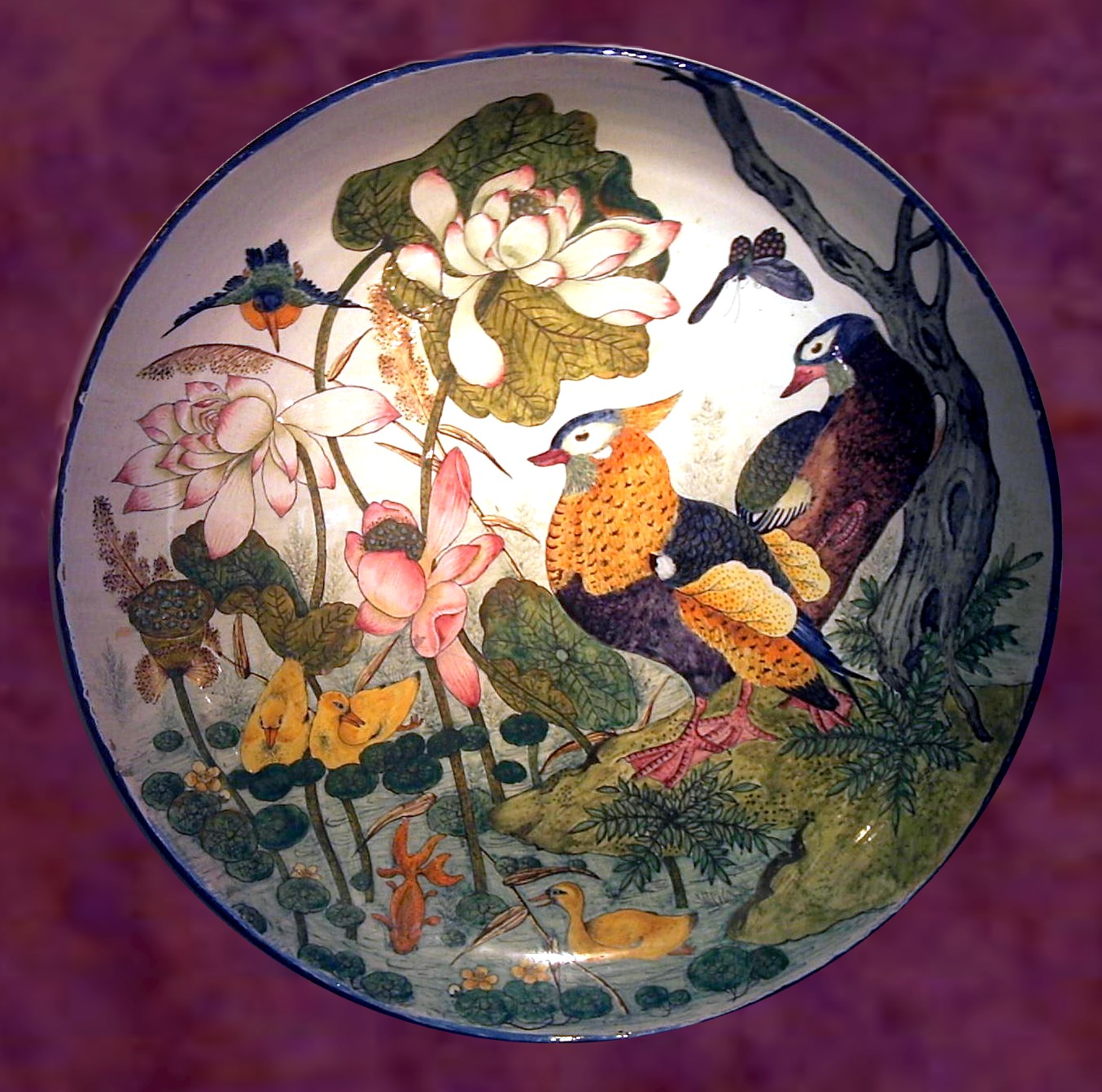
Décor aux oiseaux (vers 1920), Musée de la Faïence de Quimper.

#### Vue d'ensemble
La mécanisation apporte son lot d'évolutions avec des machines à vapeur et des roues à engrenages pour le travail de la terre, tandis que l'industrialisation, déjà naissante au dernier tiers du XVIIIe siècle, achève, dans la première moitié du XIXe siècle, la faïence artistique survivante et fait la part belle à la faïence utilitaire et culinaire.[pas clair]
Les propriétaires des faïenceries placent des gérants à la tête de leurs entreprises pour se consacrer à la vie publique. Plusieurs d'entre eux et certains de leurs enfants occupent des places de maires, adjoints, conseillers de préfecture, députés ou sénateurs.[réf. nécessaire]

#### Manufacture De la Hubaudière
Elle reste une entreprise de premier plan durant le XIXe siècle.

#### Manufacture Porquier puis Porquier-Beau
La manufacture Porquier frères prend le contrôle de la maison Eloury en 1838 et dépasse en importance la manufacture De la Hubaudière.
Après plusieurs tentatives dans la seconde moitié du XIXe siècle de revenir à la faïence artistique, la veuve Porquier associe vers 1875, sous la raison Porquier-Beau, son fils Arthur à Alfred Beau, dont l'apport en matière de peintures sur faïences et de style artistique sera déterminant pour Quimper. Elle gardera la production commune sous sa marque AP qui peut signifier tout à la fois Adolphe Porquier ou Veuve Adolphe Porquier ou encore Augustine Porquier puisqu'elle possède la manufacture.[réf. nécessaire]

#### Manufacture Tanquerey puis Henriot
Les Tanquerey, acquéreurs en 1841 de la manufacture Dumaine, prennent de l'importance et se lancent également dans la faïence culinaire.
À partir de 1891, le jeune Jules Henriot, héritier de la manufacture Tanquerey[réf. nécessaire], se lance à son tour dans la faïence artistique.
Au début du XXe siècle, Quimper compte trois grandes manufactures de faïence, dont les marques sont renommées dans toute la France[réf. nécessaire] : « HB » pour Grande Maison De la Hubaudière, « AP » et « PB » pour Porquier et Porquier-Beau et « HR » pour Henriot.

### LeXXesiècleet le temps des mutations

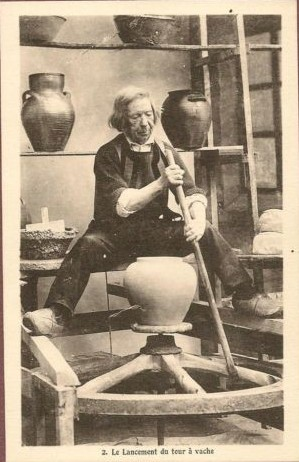
Un tour à vache au début du XXe siècle.

La manufacture Porquier connait de graves difficultés dues en partie à la contrefaçon de sa production par Malicorne et Desvres mais aussi sans doute au coût élevé d'une faïence artistique qui doit trouver ses clients. Elle cesse de fonctionner définitivement en 1904. Jules Henriot rachète la marque, les moules et les poncifs de Porquier en 1913.
En raison de problèmes familiaux et financiers, HB doit sous-traiter une partie de sa production dans le Nord, à la Faïencerie de la Madeleine (Boulogne-sur-Mer), appartenant à Jules Verlingue. La production HB est complètement arrêtée en 1914. Jules Verlingue rachète alors en 1917 la « Grande Maison ».
À l'aube de la Grande Guerre, il ne reste plus que deux manufactures à Locmaria, HB-la Grande Maison et Henriot-Porquier.
Le climat social de l'époque est dur. Une grève pour le respect de la journée de 8 heures, 48 heures par semaine, dura ainsi du 2 au 21 avril 1925 en même temps qu’une grève générale du bâtiment quimpérois.
Jules Henriot, à la suite d'un incendie accidentel de plusieurs ateliers, va réorganiser ses locaux et moderniser la production, Jules Verlingue investit lui aussi pour profiter de l'essor touristique dû au chemin de fer.
La concurrence entre les deux manufactures est rude, marquée par le débauchage d'ouvriers, la contrefaçon et bon nombre de procès. Mais les deux manufactures rivalisent surtout par des engagements artistiques forts. Chez Henriot, Mathurin Méheut fait figure de chef de file tandis que chez HB, René Quillivic remplit ce rôle avec Louis Garin.
Différentes gammes coexistent au sein d'une même manufacture. Chez Henriot, l'atelier ordinaire crée les pièces touristiques tandis que l'atelier fantaisie, avec ses propres décorateurs, réalise les pièces plus sophistiquées.
Durant la Seconde Guerre mondiale, les deux manufactures continuent leur activité. Si la production traditionnelle est quantitativement moins importante, HB, comme Henriot, trouvent un nouveau marché imposé avec le régime de Vichy, mais surtout avec les armées d'occupation. Une importante production voit le jour, utilitaire ou commémorative. En échange de cette production les manufactures sont classées V. Betriebe, donc prioritaires, et sont approvisionnées en matières premières et une partie de leurs ouvriers exemptés du STO.
Une partie de cette production collaborationniste porte une mention évoquant tel ou tel bataillon allemand. Cette attitude durant la guerre amène les manufactures à être traduites devant le comité de confiscation des profits illicites à la fin de l'année 1944.
En 1946 Victor Lucas, un ingénieur céramiste qui avait travaillé pendant 17 ans pour la manufacture Henriot, puis pendant 4 ans pour la faïencerie HB, créé sa propre entreprise, Keraluc (le nom provient de la contraction de "Maison de Lucas" en breton) et soutient des artistes novateurs comme Yvain (assiettes humoristiques), Xavier Krebs (art abstrait, influences africaines et asiatiques) , Pierre Toulhoat, Jos Le Corre (qui utilise principalement comme motifs des lapins, des oiseaux et des poissons), André L'Helguen (sculptures diverses, par exemple la « crèche de Locmaria ») et René Quéré, laissant une expression totalement libre à ces artistes novateurs.
En 1968, la faïencerie Henriot connait de graves difficultés. Jean-Yves Verlingue, propriétaire de « la Grande Maison », fait une offre de reprise et fusionne en 1969 les sociétés HB et Henriot, réunissant les trois grandes manufactures d'origine (Bousquet, Eloury, Dumaine) sous le nom de « Faïenceries de Quimper ».
En juillet 1983, les Faïenceries de Quimper elles-mêmes déposent leur bilan et cessent toute activité. Paul Janssens, distributeur américain des marques HB et Henriot, réunit un groupe d'investisseurs et reprend la société qui devient « HB-Henriot ». La reprise est conduite jusqu'en 1987 par le directeur général Pierre-Jules Henriot, l'arrière-petit-fils de Jules Henriot. De 1987 à 2003, c'est Michel Marest qui dirige l'entreprise jusqu'à sa vente en 2003, où HB-Henriot est cédée à Pierre Chiron, industriel breton, et dirigée par Michel Merle.
En 1994, les anciennes familles faïencières quimpéroises Henriot et Verlingue, associées à la famille Breton (distributeur de faïence à Quimper depuis plus de 70 ans) ainsi qu'à la Poterie de Montgolfier, lancent la « Faïencerie d'Art Breton », sous la direction de Pierre-Jules Henriot.
HB-Henriot est placé en redressement judiciaire le 4 février 2011 par le tribunal de commerce de Quimper. En juillet 2011, la société est reprise par Jean-Pierre Le Goff. Un mois plus tard il rachète également la faïencerie d'Art Breton qui devient filiale de Henriot-Quimper. Il n'y a donc plus qu'un seul acteur de la faïence de Quimper dans la capitale de la Cornouaille. Quimper demeure néanmoins, en France, le centre faïencier le plus ancien encore en activité.

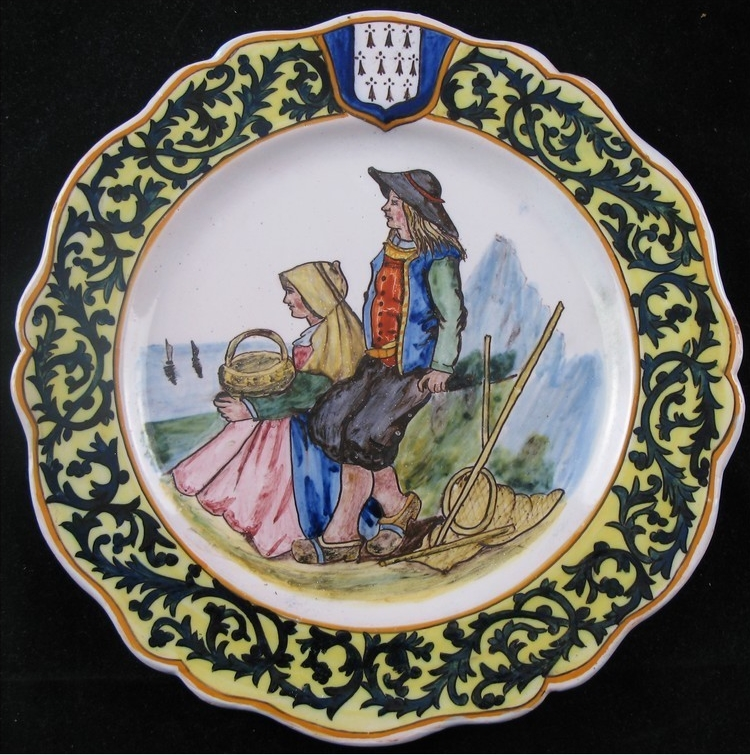
Assiette Porquier-Beau (vers 1898-1904), localisation inconnue.
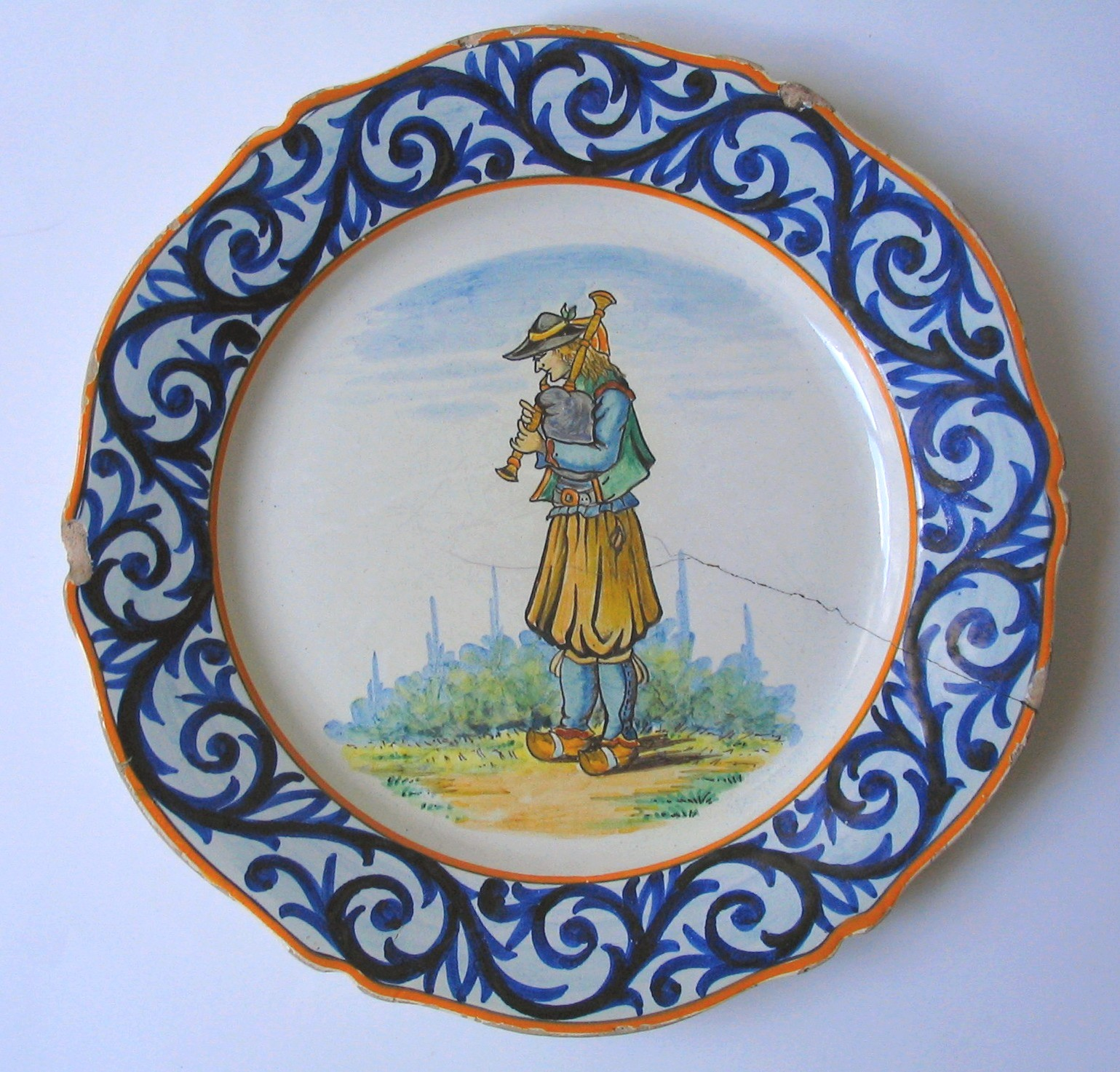
Assiette au « Petit Breton », signée Henriot (vers 1910), localisation inconnue.
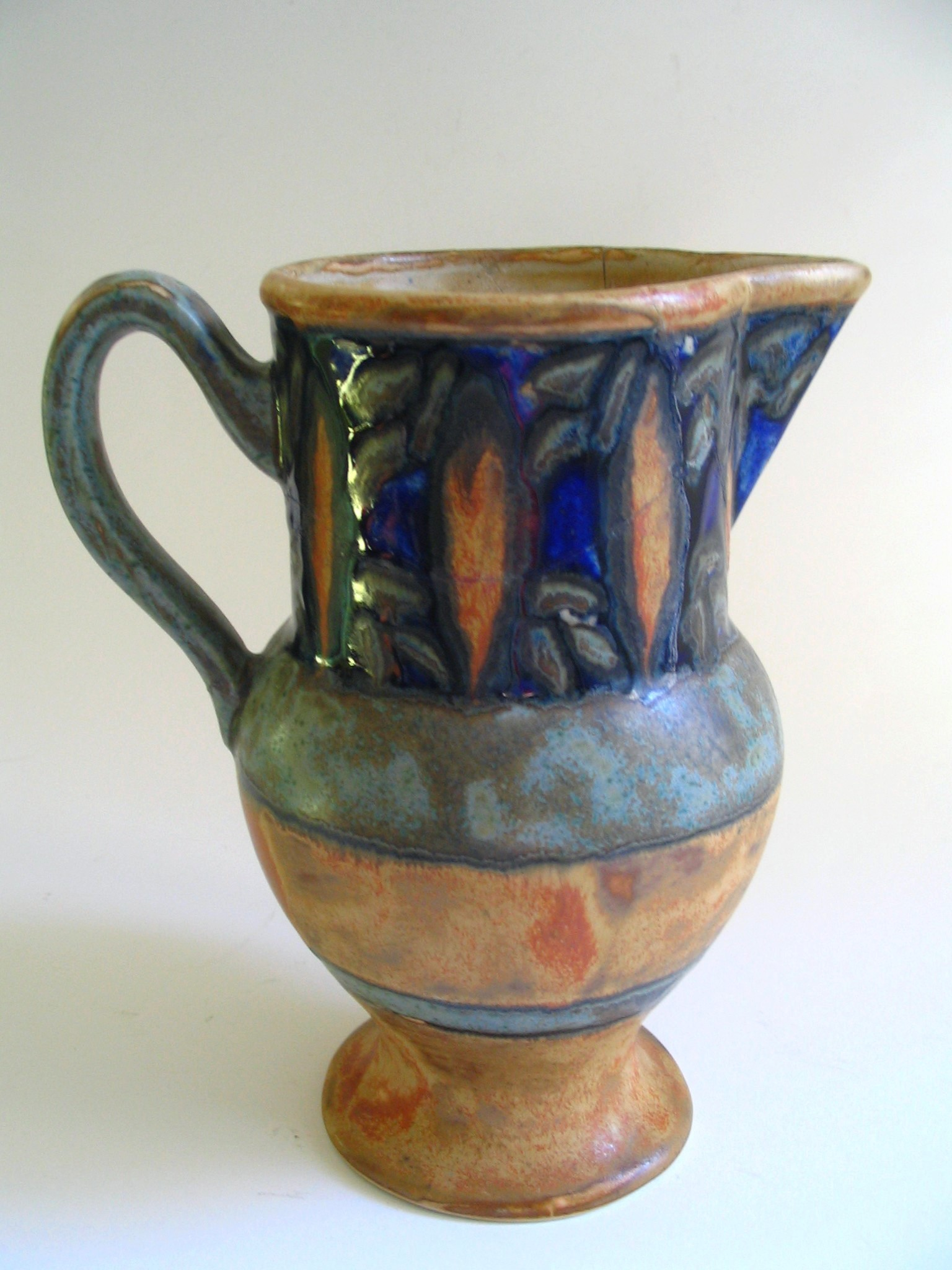
Pichet en grès, manufacture HB, marque « Odetta » (vers 1930), localisation inconnue.
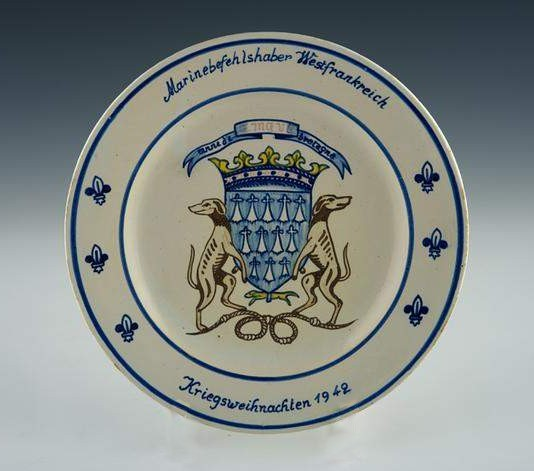
Assiette au blason de la Kriegsmarine allemande (1942), localisation inconnue.

## Les caractères stylistiques

### La genèse du style Quimper
Les premières productions de Quimper remontent au début du XVIIIe siècle. Le premier inventaire après décès d'habitants de Quimper (1711) mentionne une Vierge, trois plats et deux pots à fleurs en faïence de Locmaria. Sans doute s'agit-il de faïence blanche, éventuellement peinte en bleu selon la mode du moment. On ne sait si les décors étaient dans le style de Rouen (au poncif) ou de Nevers (à la touche). Récemment, deux Vierges à l'Enfant signée sous le socle Louis La Rosse, actif à la Grande Maison HB dans les années 1730, ont été découvertes. Ce sont les deux pièces les plus anciennes que l'on peut dater avec certitude à Quimper. L'une d'entre elles, datée de 1733, a été classée au titre des monuments historiques en 2014.
L’arrivée de Pierre Bellevaux, peintre de Rouen, dont l'époque correspond à la généralisation de la polychromie, apporte ou consolide l'emploi des poncifs et du style normand, ainsi que le montrent les pièces armoriées. Les pièces sont toujours décorées et peintes à la main, sur émail cru, en cuisson de grand feu. Bellevaux apporte le bol d’Arménie, argile médicinale employée par les faïenciers de Rouen pour le rouge, à défaut de la découverte d'un oxyde métallique utilisable à cet effet. Locmaria possède dès lors ses cinq couleurs : bleu, vert, jaune, rouge et violet.
L’alliance de la fille de Pierre Bellevaux avec le directeur d'une manufacture royale de Rouen, Pierre Clément Caussy, confirme l'emploi de la polychromie et du style rouennais : le jeune directeur, bon artiste, apporte ses propres poncifs et en crée à la demande. Il perpétue à Locmaria, jusqu'à sa mort en 1782, le style soigné qui périclite à Rouen, victime de la concurrence de nombreux produits nouveaux n'atteignant guère la Bretagne. Dès 1759, Caussy annonce que sa manufacture travaille à la fois « dans les genres de Rouen et Nevers, et tous autres qui peuvent en alimenter le commerce. »[réf. nécessaire] Il faut également mettre à son crédit l'apport de la technique familiale dite du « cul-noir » ou demi-brun, inexistante à son arrivée et très présente dans l'inventaire qu'il dresse en 1759.
La Révolution, fatale à de nombreux sites de production, portera de rudes coups aux faïenceries de Locmaria, devenues de Quimper, mais qui sauront s'adapter en se tournant surtout vers la poterie vernissée, le grès et la faïence demi-brune. Elles découvriront alors tout l'intérêt de la terre de Toulven et se disputeront les terrains de cette anse au bord de l'Odet. C'est dans cette anse, la rivière a déversé une importante quantité de terre qui s'est transformé en dépôt d'argile. Cette argile est du même type que l'argile à grès, contenant 25% d'alumine, 60%de silice, quelques traces d'oxyde de fer et de titane ainsi que des alcalis (potasse et soude) apportant à cette argile la fusibilité.La maison HB achètera la propriété de Toulven en 1814 pour en exploiter l'argile. Dumaine, le premier, l'avait testée dès 1807. Il faut attendre l'arrivée de Bousquet pour améliorer la technicité de l'utilisation de la terre de Toulven. En effet, on mélange dorénavant l'argile avec des produits calcaires pour réduire significativement les craquelures de l'émail. Cette technique permit un meilleur émaillage des faïences, qui était un problème récurrent du fait du mélange émail/ argile qui n'était pas toujours facile.
Sous l'éteignoir au début du XIXe siècle, la faïence quimpéroise retrouve des couleurs à partir de 1823, quand la maison HB édifie un four semblable à ceux de Nevers et fabrique à nouveau des faïences similaires, variant les décors : au coq, aux oiseaux, japonisants ou chinois, mais aussi renouvelle beaucoup de ses moules de Vierges et de saints, portée par la politique religieuse de Charles X. Il est important de donner une place en premier plan aux statuettes en faïence représentant les Saints Bretons pour la plupart telles que Sainte Anne d'Auray, Saint Corentin (premier évêque de Quimper), et à Saint-Yves (évêque de Tréguier, patron des avocats). La fabrication des statuettes religieuses restera une spécificité significatif de la Grande Maison HB jusqu'à la fin du XIXe siècle.
Plusieurs tentatives de relance de la faïence artistique voient le jour vers 1835-1840, puis 1850, avec la formation de jeunes peintres, mais ces expériences sont éphémères. Il faudra attendre le nouveau goût pour les antiquités et les vieilles faïences de Rouen, vers 1860-1870, pour voir les faïenciers réemployer les anciens poncifs des Caussy, conservés chez HB.

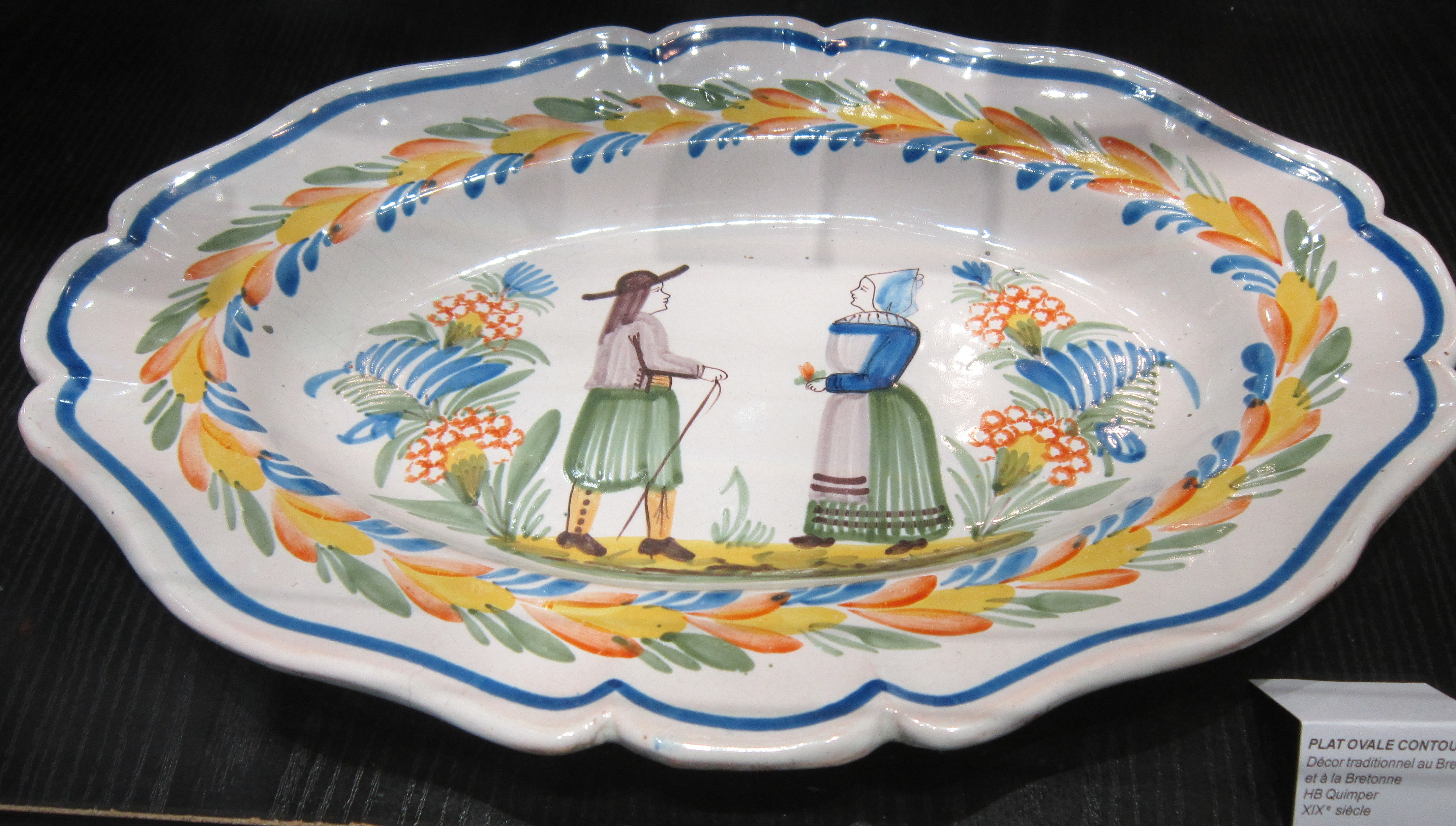
Décor "Petit breton" apparu vers 1860 (Musée de la Faïence de Quimper).

Vers 1875 apparaît un motif qui va asseoir définitivement l’identité de la faïence de Quimper : le « Petit Breton » à la fois stylisé et naïf, représentant intemporel de la Bretagne, devient la signature reconnaissable entre toutes. Un procès, en 1922, tentera d'en attribuer la paternité, souvent accordée à Mme veuve De la Hubaudière, qui dirigeait à partir de 1882, mais dont le directeur affirma qu'il était plus joliment pratiqué chez Porquier-Beau. L’arrivée du chemin de fer à Quimper en 1863, permettra d'y acheminer, après la guerre de 1870, les artistes et surtout les touristes, acquéreurs de ce genre de souvenirs.
À la fin du XIXe siècle, Quimper dispose de tous les éléments d'un style caractéristique : technique céramique, gamme de couleurs, touche de pinceau du décor à main levée, sujets religieux ou régionalistes. L'arrivée de créateurs, portés par la nouvelle mode pour la Bretagne, va permettre à ce style de s'exprimer pleinement sans s'enliser dans une production touristique répétitive. Les pièces de forme s'enrichissent de multiples sujets d'inspiration locale et légendaire : scènes de pêche ou de marine, scènes folkloriques développées à partir d'une tradition liée à un terroir.

### L’apport des créateurs
La collaboration des manufactures quimpéroises et des artistes va s'amplifier tout au long du XXe siècle, plus de 260 artistes sont édités. Si, pour certains, la participation est épisodique, d'autres s'investissent à long terme.
En 1875, le peintre Alfred Beau s'associe à la faïencerie Porquier. Alfred Beau est le premier artiste à donner un souffle créatif aux faïences de Quimper. Durant sa collaboration avec Porquier, de 1875 à 1894, il crée des décors somptueux : la série botanique dite à bord jaune (environ 122 modèles différents recensés), les scènes bretonnes (environ 225 modèles) et les scènes des légendes (sept modèles) ainsi que des vues de paysages bretons (environ vingt modèles).
Théophile Deyrolle, le fondateur de l'école de peinture de Concarneau, dessine quelques pièces et les manufactures HB et Henriot éditent des œuvres inspirées des dessins d'Olivier Perrin, auteur de la Galerie armoricaine.
Mathurin Méheut collabore longtemps avec la faïencerie Henriot et y réalise entre autres les services La Mer et La Galette en 1925. Il réalise en 1952 la décoration de la façade de la faïencerie. Il participa au lancement de la carrière de Jeanne Levêque, une amie céramiste de Locmariaquer qui travailla pour Émile Tessier à Malicorne avant d'ouvrir son propre atelier.
Yvonne Jean-Haffen crée de nombreux sujets régionalistes pour Henriot.
Giovanni Leonardi (1876-1956), peintre céramiste sicilien travaille chez HB avant et au début de la guerre[Laquelle ?], il y fait la connaissance de Jos Le Corre qui passera ensuite chez Keraluc.
Jim Sévellec se rend célèbre par sa production de groupes en faïence. Son talent graphique en fait un caricaturiste adroit de la vie et des mœurs de la région. Plus de 200 de ses créations seront éditées à Quimper, tout comme celles de François Caujan.
René Quillivic sera également conseiller artistique pour La Grande Maison.
Dès la fin de la Première Guerre mondiale, HB innove en proposant des décors en relief inspirés des dentelles et broderies des costumes bigoudens : le décor broderie. Ces motifs sont composés d'une porcelaine semi-liquide déposée à l'aide d'une poire. Ces motifs en relief seront également utilisés par Keraluc.
D'autres artistes participent à ce renouveau de la faïence quimpéroise : Jean Lachaud, Berthe Savigny, Marius Giot, François Bazin, Charles Maillard, Louis-Henri Nicot, René-Yves Creston et Jeanne Malivel, Georges Géo-Fourrier, Robert Micheau-Vernez…
Certains comme Paul Fouillen créeront même leur propre faïencerie en 1945 après avoir collaboré avec les manufactures HB, puis Henriot.
Des artistes contemporains poursuivent aujourd'hui cette tradition comme Jean Lemonnier, Xavier Krebs, Pierre Toulhoat, Jos Le Corre et René Quéré parmi les plus connus.

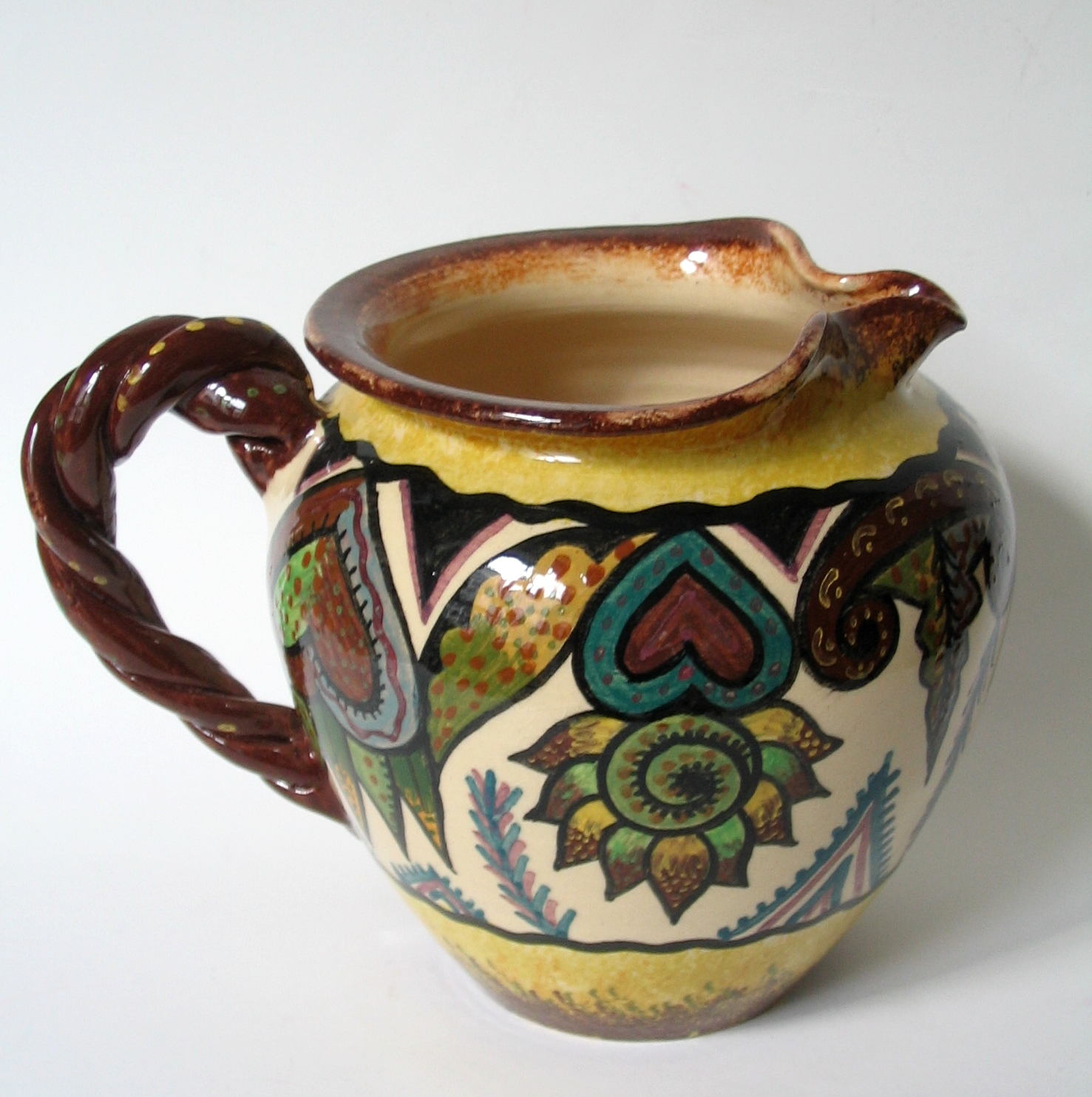
Maurice Fouillen, Pichet, localisation inconnue.
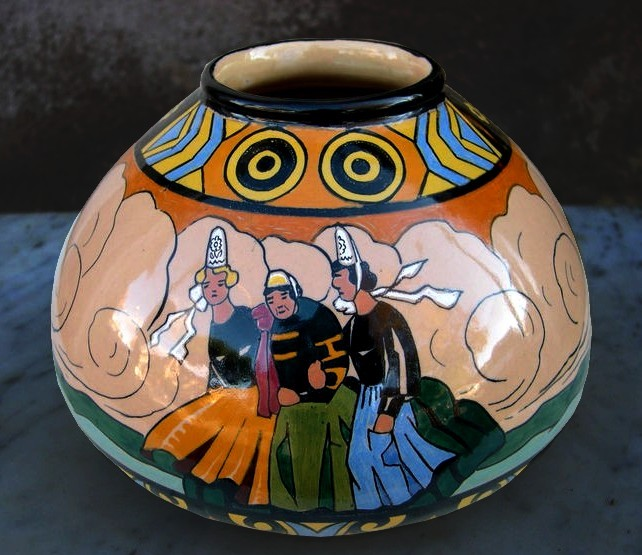
Jim Sévellec, Vase à décor régionaliste, Manufacture Henriot, localisation inconnue.

## Les faïenceries

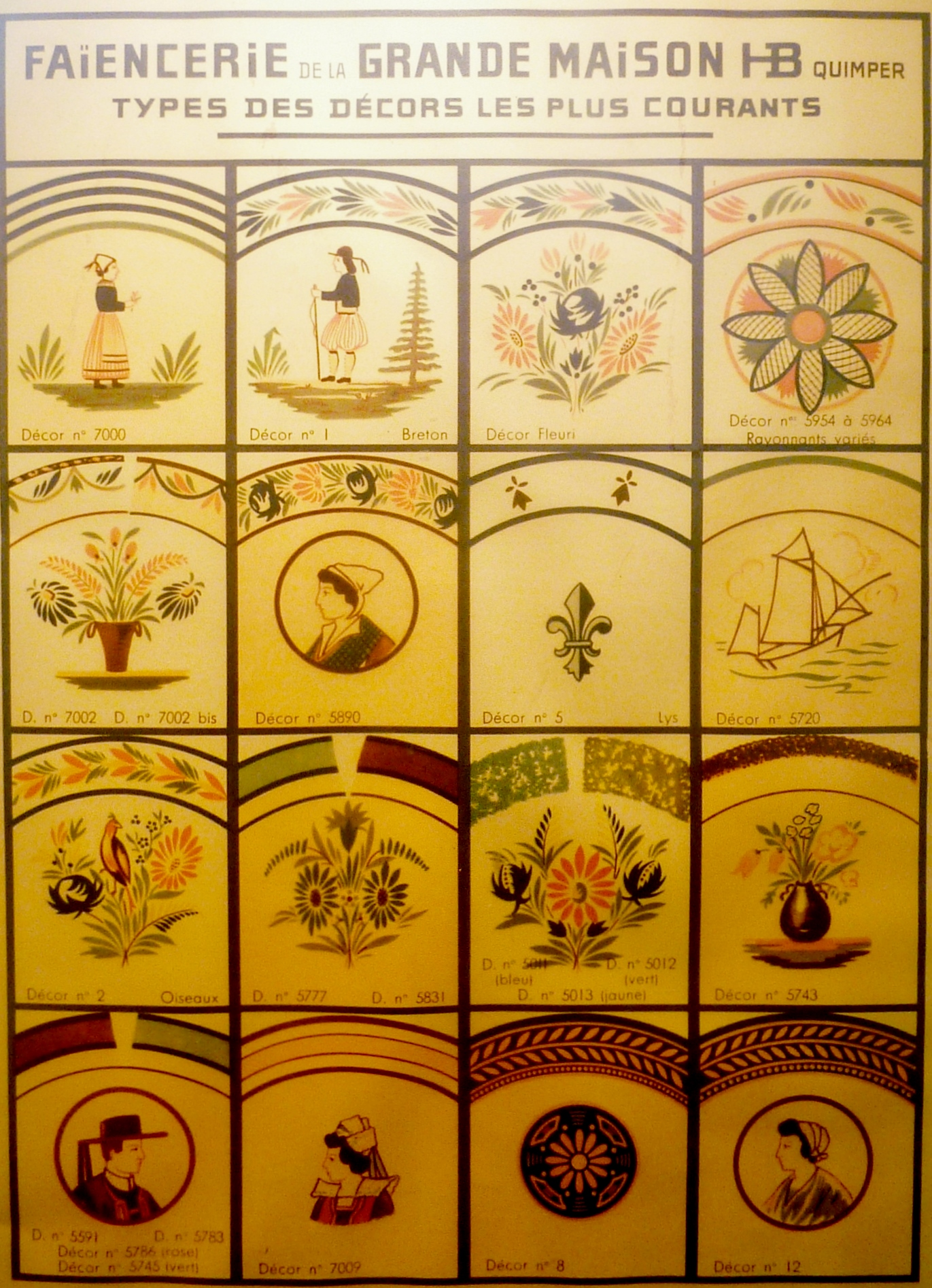
Musée de la Faïence de Quimper : affiche montrant les types de décors les plus courants de la faïencerie Henriot.

HB-Henriot : héritière directe de la fabrique créée par Pierre Bousquet en 1708 dans le village de Locmaria, près de Quimper, HB-Henriot est, de fait, une des plus anciennes entreprises françaises encore en activité. Elle est constituée de la réunion des faïenceries HB et Henriot en 1969.
HB : « HB » sont les lettres De la Hubaudière, distinguant cette manufacture de celle de Henriot (« HR »). Rien dans les actes n'indique de façon formelle que HB signifie Hubaudière Bousquet, ce peut être aussi tout simplement HuBaudière. Cette faïencerie fut fondée par Pierre Bousquet. Par alliance, elle passa à Pierre Clément Caussy. En 1776, Antoine de la Hubaudière, gendre de Caussy, prenait les rênes de la fabrique. Au début des années 1920, HB lance la production de grès de haut de gamme, aux formes et décors Art déco, sous la marque Odetta.
Henriot : à l'origine une poterie fondée par Guillaume Dumaine en 1791, elle s'appela Dumaine fils en 1816, puis Dumaine-Tanquerey en 1821, Tanquerey en 1841, puis Tanquerey-Henriot en 1890. Elle doit son nom à Jules Henriot, qui y lança la faïence artistique à sa prise de possession, en 1891. Jules Henriot reprend l'affaire familiale en 1884, pendant la période de renaissance de la faïence à Quimper. Il achète les modèles et la marque PB (Porquier-Beau) en 1913. Il reprend après la première guerre mondiale, le style pittoresque des "Scènes bretonnes" qu'il signera PB.
Porquier-Beau : En 1778, François Eloury, ouvrier de Caussy, fonde sa poterie qui ne tardera pas à devenir une faïencerie. La faïencerie d'Eloury deviendra Porquier en 1838, puis Porquier-Beau  avec l'arrivée d'Alfred Beau en 1873, avant d'être rachetée par Henriot en 1913.
Fouillen : Paul (1899-1958) arrive au début des années 1920 à Quimper et entre au service de la Grande Maison HB. Quelques années plus tard, il crée un atelier de décoration rue basse (actuelle rue Bousquet), il y travaille le bois, cuir et le verre, tout en gardant son emploi à la faïencerie. Son travail de décorateur est cité dans la presse dès 1926, même s'il ne s'enregistre officiellement qu'en 1927. Fin 1928, il achète l'ancienne guinguette Le Gall, située à l'angle de la place du Styvel et de la rue Basse. Il y installe ses ateliers de décoration. C'est à cette période qu'il aurait quitté la faïencerie HB. Il renoue avec la faïence à l'aube des années 1940, décorant des pièces chez Henriot. En 1945 il crée sa propre faïencerie en lieu et place de ses ateliers.
Sa production est caractérisée par des sujets bretonnants bien typés, ainsi que par une profusion de motifs stylisés appartenant au répertoire celtique : des pièces hautes en polychromie et extrêmement originales. Son fils Maurice, en 1980, doit se séparer de ses ouvriers mais continue à assurer, seul, une petite production.
Keraluc : fondée en 1946 par Victor Lucas (1897-1958). Il s'entoure d'artistes qui savent faire revivre le fonds ancien et aussi apporter de la nouveauté, tels que Pierre Toulhoat ou Xavier Krebs. Après 1958, au décès de Victor Lucas, Keraluc se spécialise dans le travail du grès. Elle ferme ses portes en 1984. La marque a été rachetée par Faïenceries de Quimper HB-Henriot.
Faïencerie d'Art Breton : créée à Quimper en 1994 par les descendants des vieilles familles faïencières quimpéroises Henriot et Verlingue. Elle est établie en dehors du centre historique. Elle a été rachetée par HB-Henriot en 2011.

Signatures
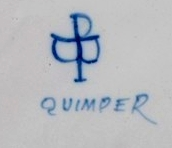
Signature « Porquier-Beau Henriot », 1898-1904.
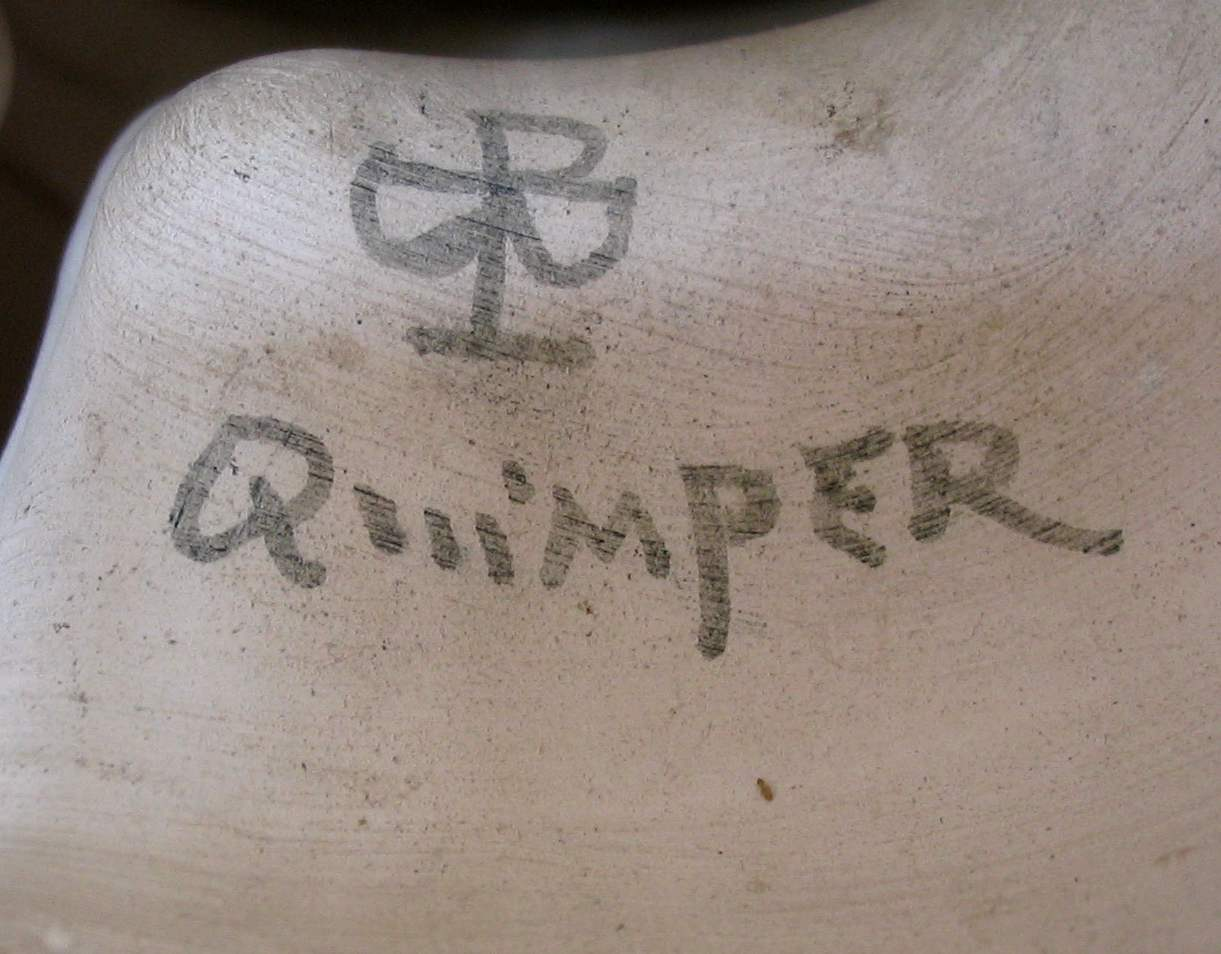
Signature « Porquier-Beau Henriot », après 1914.
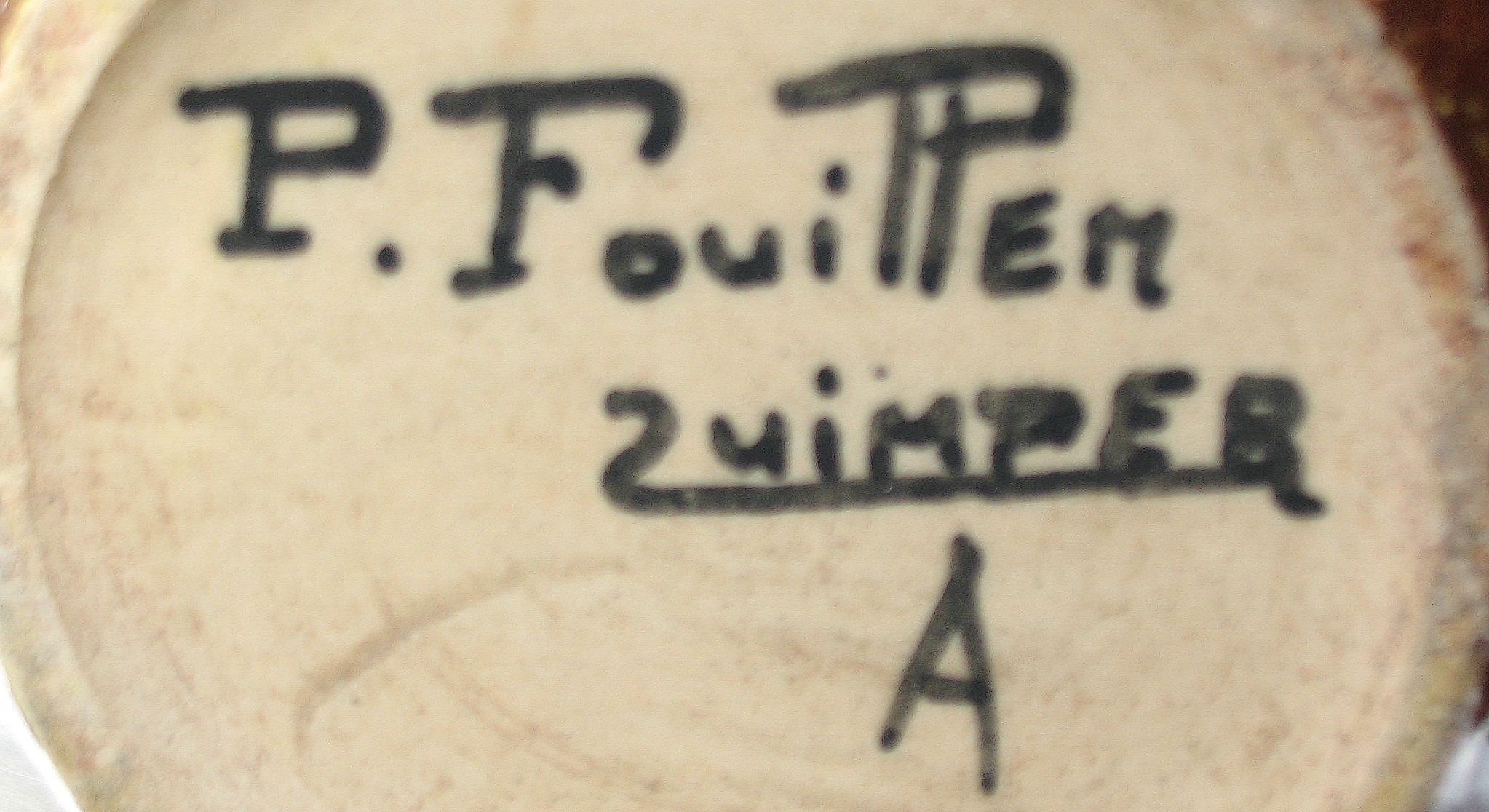
Signature « Fouillen », après 1950.
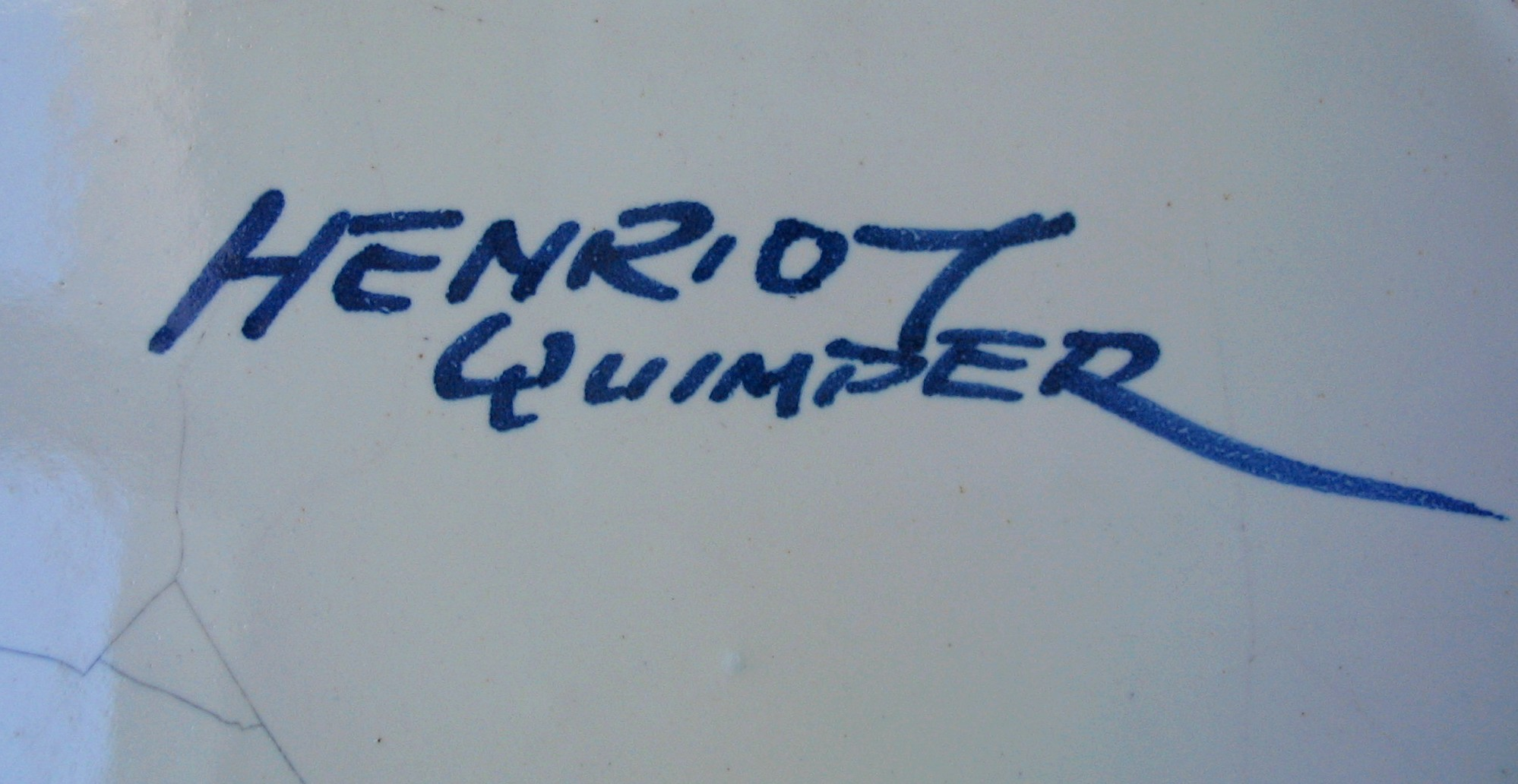
Signature « Henriot », après 1922.

## Les productions apocryphes
Le succès des productions du style Quimper au XIXe siècle entraîna l'éclosion de multiples imitations. Les faïenceries des autres régions françaises répondirent à la demande croissante en produisant des pièces inspirées du folklore breton. De multiples procès opposèrent les faïenciers bretons à leurs homologues des autres régions sans pour autant réussir à contrer ces créations.
Au-delà de l'opportunisme commercial, cette vague de céramique « bretonne » fut facilitée par la mobilité des céramistes et peintres et par les échanges commerciaux et artistiques déjà actifs entre les régions. La faïencerie HB, qui sous-traita une partie de sa production auprès de la Faïencerie de la Madeleine, à Boulogne-sur-Mer, dirigée par Jules Verlingue, sera reprise par celui-ci en 1917.
Desvres, dans le Pas-de-Calais, distant de seulement quelques kilomètres de Boulogne-sur-Mer, aura également une importante production dans la manufacture Fourmaintraux. Gabriel Fourmaintraux répondra à la demande en créant des modèles signés Breiz, Le Garrec distribués dans son magasin de vente de Morlaix. Son style graphique, influencé par les personnages de bande dessinée, donna naissance à des décors et des figurines originaux et attachants.
Malicorne, dans la Sarthe, fut également un centre faïencier important et dériva du modèle Quimper une production personnalisée dans laquelle les légendes sarthoises sont habillées de personnages bretons.

Imitations de faïence de Quimper
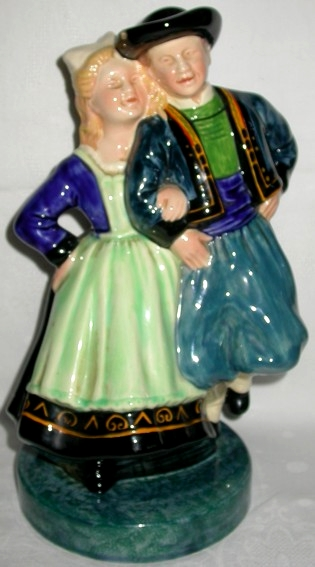
Couple régionaliste en faïence de Desvres, Manufacture Gabriel Fourmaintraux. France, début XXe siècle, localisation inconnue.
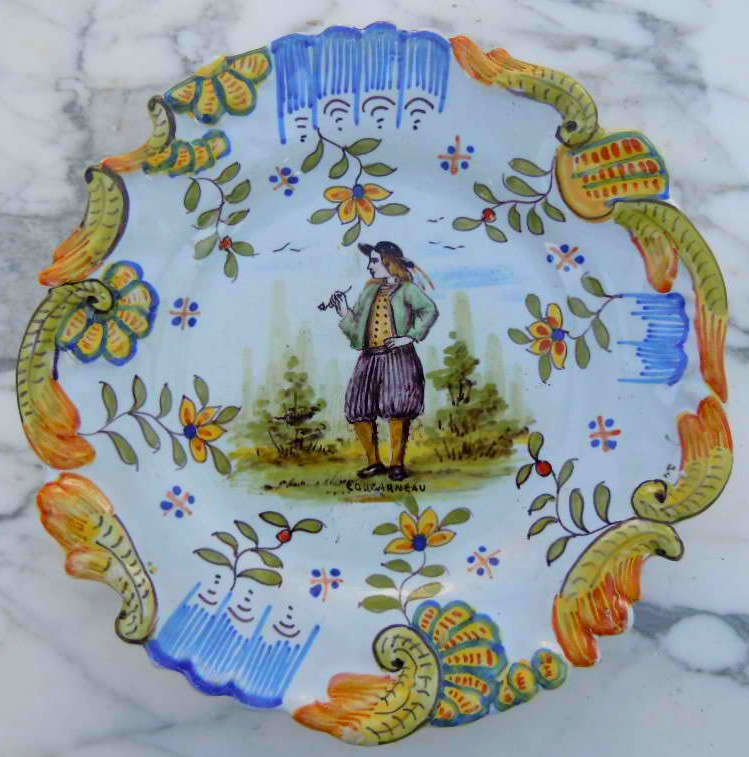
Assiette par Jules Verlingue, Desvres, localisation inconnue.
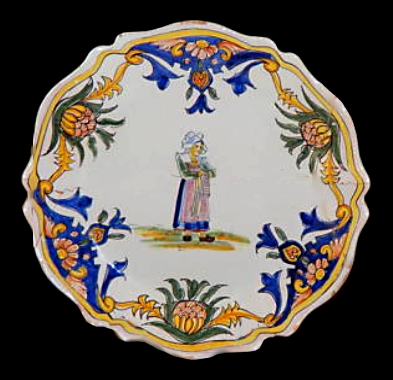
Assiette en faïence à décor breton, Manufacture Pouplard, Faïence de Malicorne, localisation inconnue.
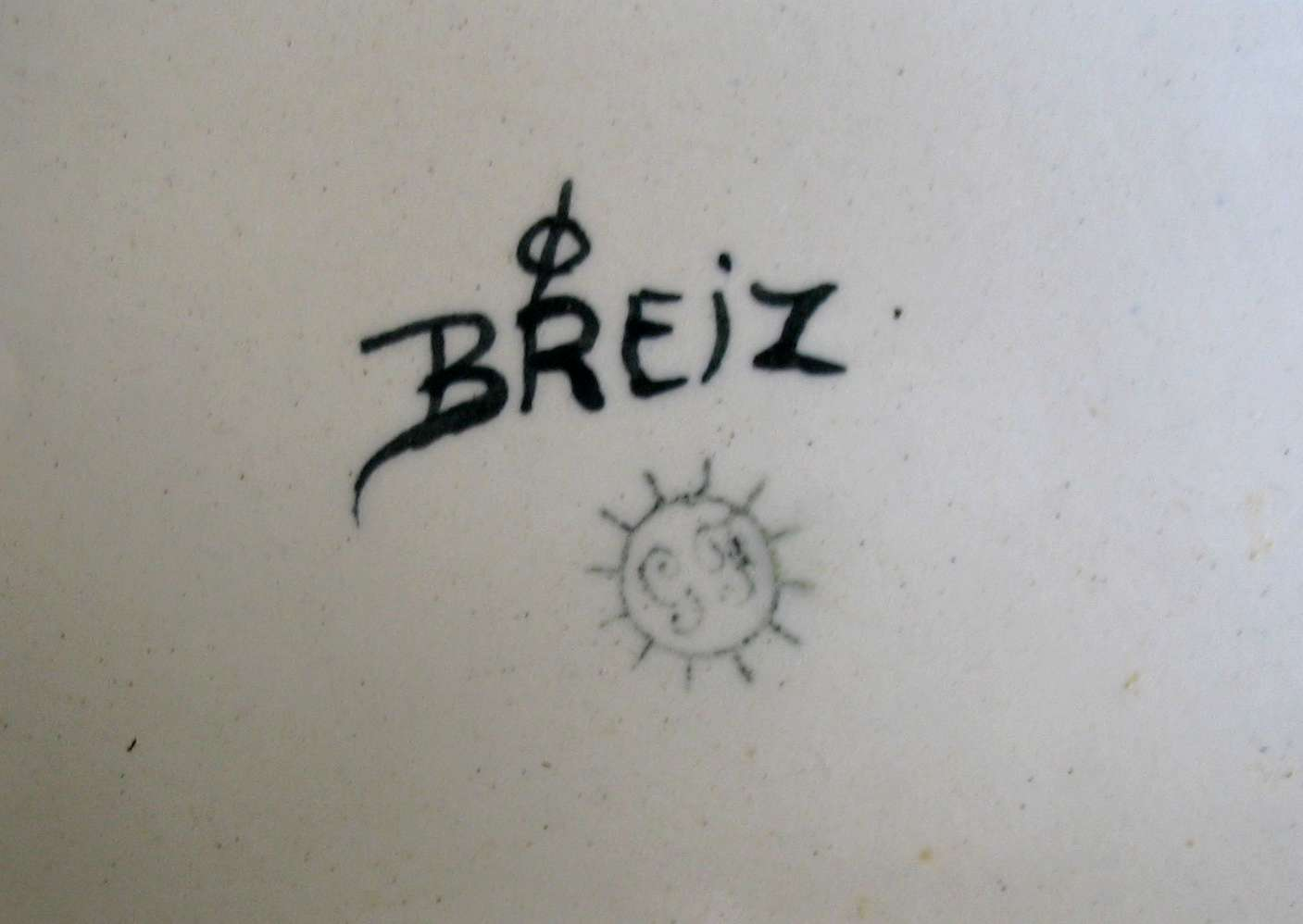
Marque « Breiz GF » (Gabriel Fourmaintraux).
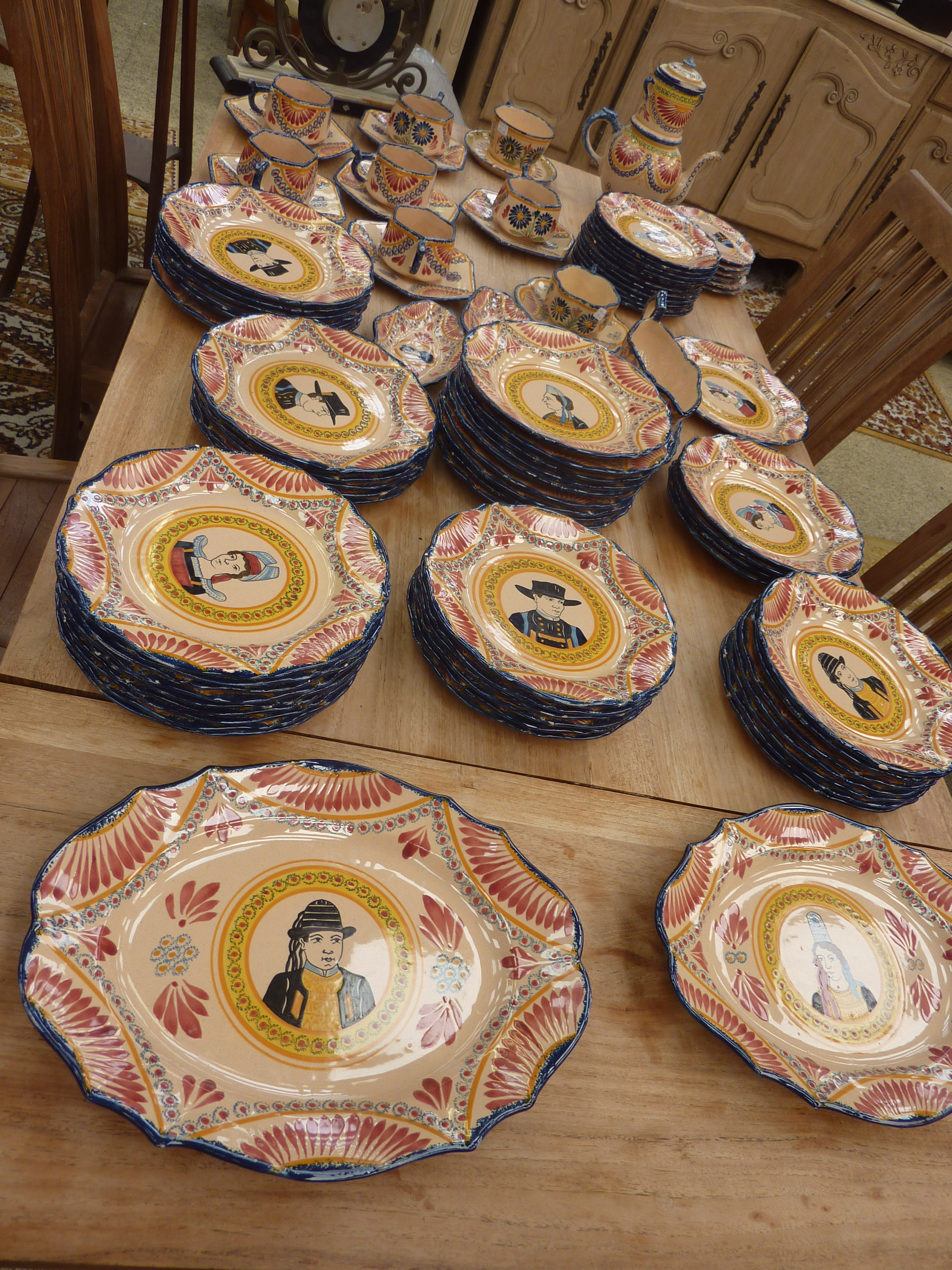
Faïence de Quimper : assiettes à "décor breton".

## Philatélie
Émission d'un timbre en 1990 par La Poste française.